# Vahl-lès-Bénestroff
Vahl-lès-Bénestroff è un comune francese di 130 abitanti situato nel dipartimento della Mosella nella regione del Grand Est.

## Società

### Evoluzione demografica
Abitanti censiti